# 뒤셀도르프 대학교
뒤셀도르프 하인리히 하이네 대학교(Heinrich-Heine-Universität Düsseldorf)는 독일 노르트라인베스트팔렌주의 주도 뒤셀도르프에 있는 대학교이다. 이 도시 출신 시인 하인리히 하이네의 이름을 따 하인리히 하이네 대학교라고 한다. 법학, 의학, 철학, 수학, 자연과학, 경제학 등을 가르친다. 2023/24년 겨울학기 기준 학생 수는 약 33000명이다.

## 역사
HHU는 1907년 의과대학으로 시작하여 1965년에 종합 공립대학으로 전환되었다. 2015년에는 창립 50주년 행사가 진행되었다.

## 캠퍼스
HHU의 캠퍼스는 뒤셀도르프 남쪽의 Bilk 지역에 위치해 있으며, 다른 많은 대학과 달리 단일 구역에 집중되어 있다. 북쪽에는 뒤셀도르프 대학 병원(Universitätsklinikum Düsseldorf)이 위치해 있고, 남쪽에는 주요 캠퍼스 건물들이 자리 잡고 있다. 이 두 구역 사이에는 아우토반 A46이 지하 터널로 지나가고 있다.

### 학교 시설
캠퍼스 남쪽에는 약 6,000여 종의 식물이 서식하고 있는 뒤셀도르프 식물원(Botanischer Garten Düsseldorf)이 위치하고 있으며, 캠퍼스 중앙에는 노르트라인베스트팔렌주의 주립 도서관 겸 대학 도서관(Universitäts- und Landesbibliothek Düsseldorf)이 위치하고 있다.

## 조직

### 학부
HHU에는 현재 의학부, 수학/자연과학부, 철학부, 경제학부, 법학부로 총 5개 학부가 존재한다. 볼로냐 과정 이후 학사 (Bachelor), 석사 (Master), 박사 (Ph.D) 학위가 제공되고 있고, 모두 합치면 약 87개 가량의 학위 과정이 있다. 대표적인 학과들은 다음과 같다.
- 의학부 (Medizinische Fakultät)
  - 의학 (Medizin)
  - 치의학 (Zahnmedizin)
  - 공중보건 (Public Health)
  - 분자 의학 (Molekulare Medizin)
- 수학/자연과학부 (Mathematisch-Naturwissenschaftliche Fakultät)
  - 수학 (Mathematik)
  - 물리학 (Physik)
  - 화학 (Chemie)
  - 생물학 (Biologie)
  - 컴퓨터 공학 (Informatik)
  - 지질학 (Geowissenschaften)
- 법학부 (Juristische Fakultät)
  - 법학 (Rechtswissenschaften)
- 경제학부 (Wirtschaftswissenschaftliche Fakultät)
  - 경제학 (Volkswirtschaftslehre)
  - 경영학 (Betriebswirtschaftslehre)
  - 국제 경영학 (International Business)
  - 정치학 (Politikwissenschaft)
- 철학부 (Philosophische Fakultät)
  - 역사학 (Geschichtswissenschaften)
  - 언어학 (Linguistik)
  - 문학 (Literaturwissenschaft)
  - 사회학 (Sozialwissenschaften)
  - 철학 (Philosophie)

### 산하 조직
HHU 산하에는 독일 당뇨병 센터(DDZ / Deutsches Diabetes-Zentrum), 환경 의학 연구소(IUF / Leibniz-Institut für umweltmedizinische Forschung), 독일 및 국제 정당법 및 정당 연구소(PRuF / Institut für Deutsches und Internationales Parteienrecht und Parteienforschung) 등이 존재한다.

## 협력 기관
의학부 및 수학/자연과학부의 경우, 상당히 많은 수의 교수진이 율리히 연구센터(FZJ / Forschungszentrum Jülich)에 소속되어 있어 기술 협력과 공동 연구 등을 진행한다.

## 파트너 대학
- 북경 대학교
- 게이오기주쿠 대학
- 프라하 카렐 대학교